# Elna (entreprise)
Elna International Corp. SA est un fabricant de machines à coudre suisse depuis 1940.

## Histoire
Les machines à coudre et presses Elna ont tout d'abord été créées par la société Tavaro SA, fondée en 1934. À l'origine, celle-ci fabriquait des montres. Après que la Suisse se fut engagée auprès du commandant suprême de la Wehrmacht, lors de la Seconde Guerre mondiale, à interdire les exportations de marchandises par voie postale, la société Tavaro est obligée de faire parvenir de manière illégale aux Britanniques les montres de mise à feu. Elle reçut par la suite une distinction de la part du Royaume-Uni.
La première machine à coudre Elna a vu le jour en 1940 : la Elna n°1, une machine portable de couleur verte (les machines d'alors étaient toutes de couleur noire). Une seconde évolution eut lieu en 1952 lorsque l'Elna Supermatic fut introduite. Celle-ci comportait des fonctions supplémentaires telles que le point zigzag.
En 1964, Elna sortit une machine à coudre électronique appartenant à la série « Étoile ». En 1968 est sortie la machine à coudre compacte Lotus. Celle-ci figure aujourd'hui dans la collection design du Museum of Modern Art de New York. En 1972, Elna est le fabricant officiel des Jeux olympiques de Munich.
C'est en 1973 que l’entreprise entama sa première diversification en lançant une presse à repasser domestique appelée Elnapress.
En 1985, Elna sortit la première machine à coudre à mémoire, la Elna 5000.
En 1996, la société Elna est rachetée par la société japonaise Janome mais conserve toutefois son indépendance.

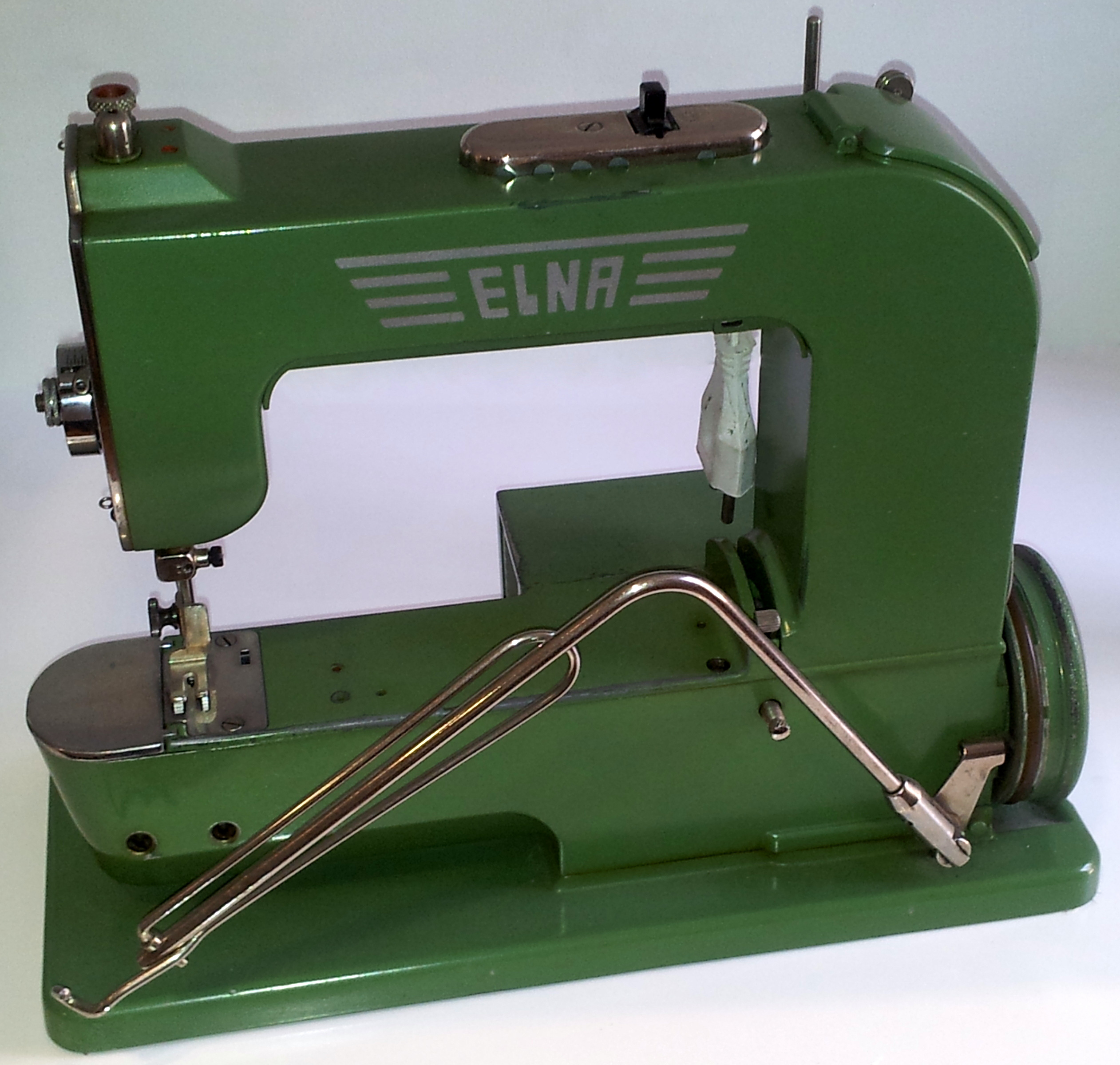
La Elna n° 1.
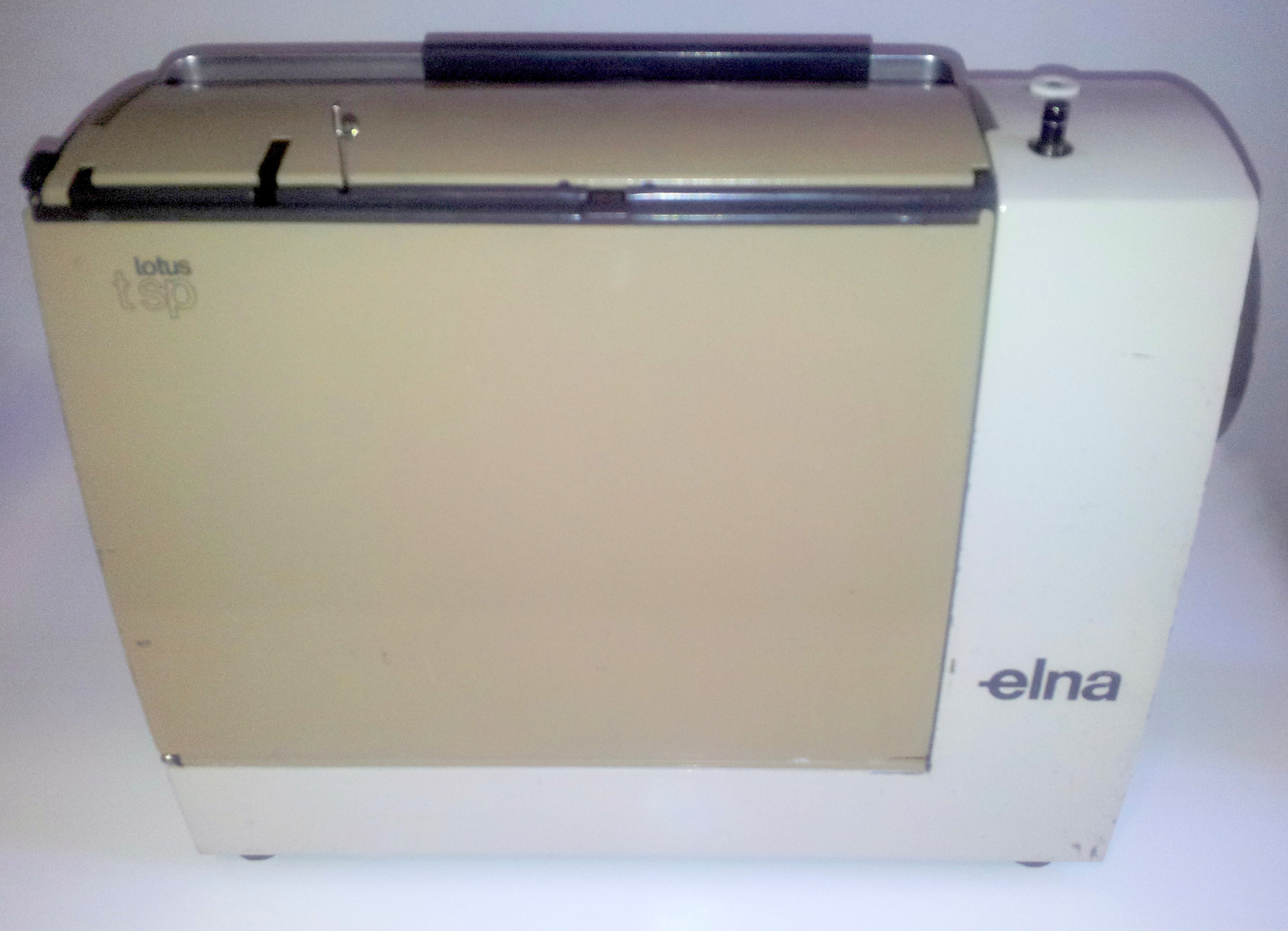
Elna Lotus du même type que celle du Museum of Modern Art.
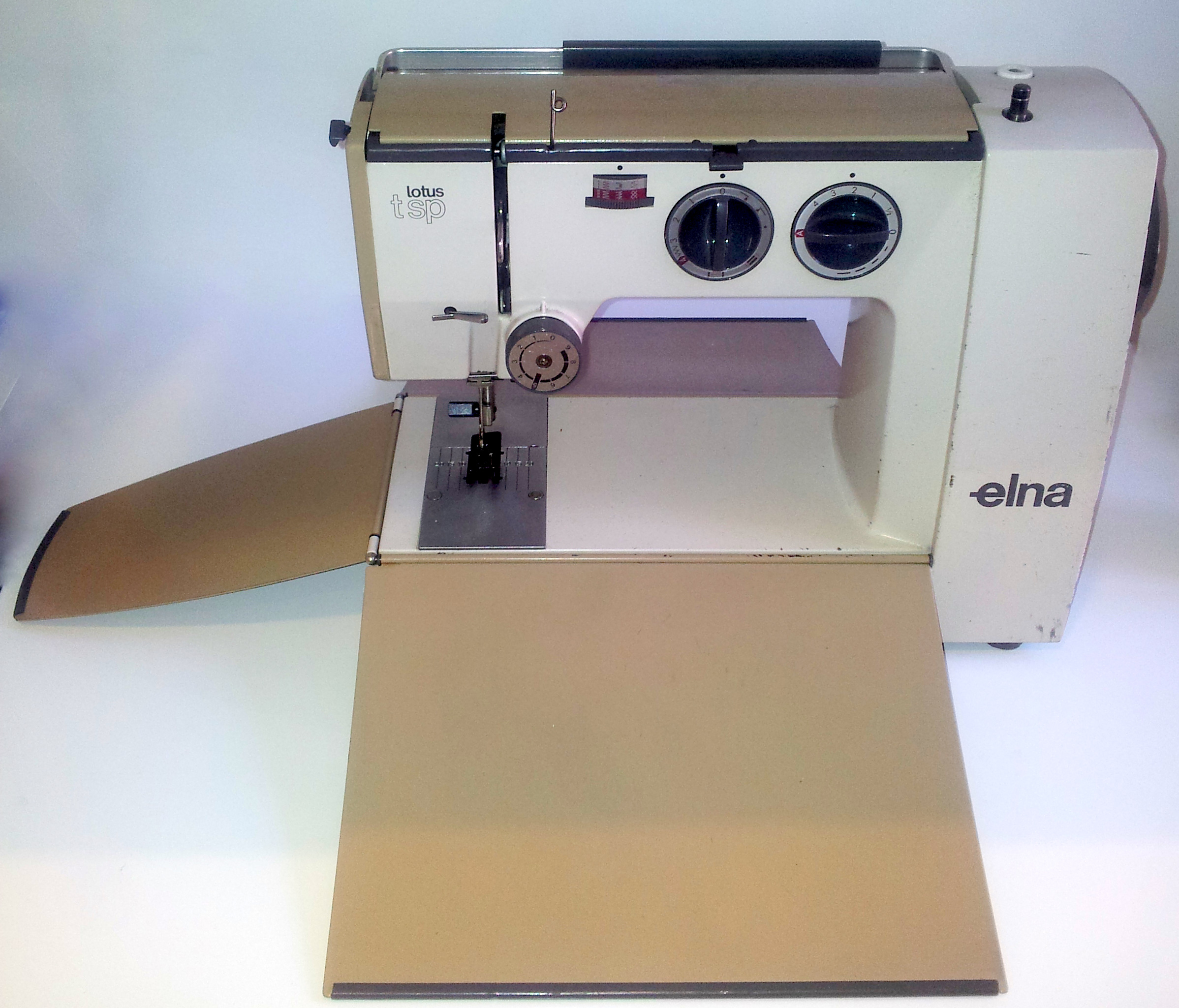
Elna Lotus ouverte, ouverte comme un lotus.

## Sources

## Compléments